# Theodora Șotcan
Theodora Șotcan (n. 1 martie 1963

) este o fostă deputată română, alesa în legislatura 2016-2020. 